# 와타나베 히데토요
와타나베 히데토요(일본어: 渡邉 英豊, 1971년 1월 19일 ~ )는 일본의 전 축구 선수이다.

## 구단 경력
몬테디오 야마가타, 덴소, 오미야 아르디자에서 활동하였다.